# Zębowa wróżka
Zębowa wróżka (lub wróżka-zębuszka, wróżka zębinka; ang. tooth fairy) – baśniowa postać, która daje dzieciom pieniądze (lub drobny podarek) w zamian za ich zęby mleczne, schowane pod poduszką lub wrzucone pod szafę.

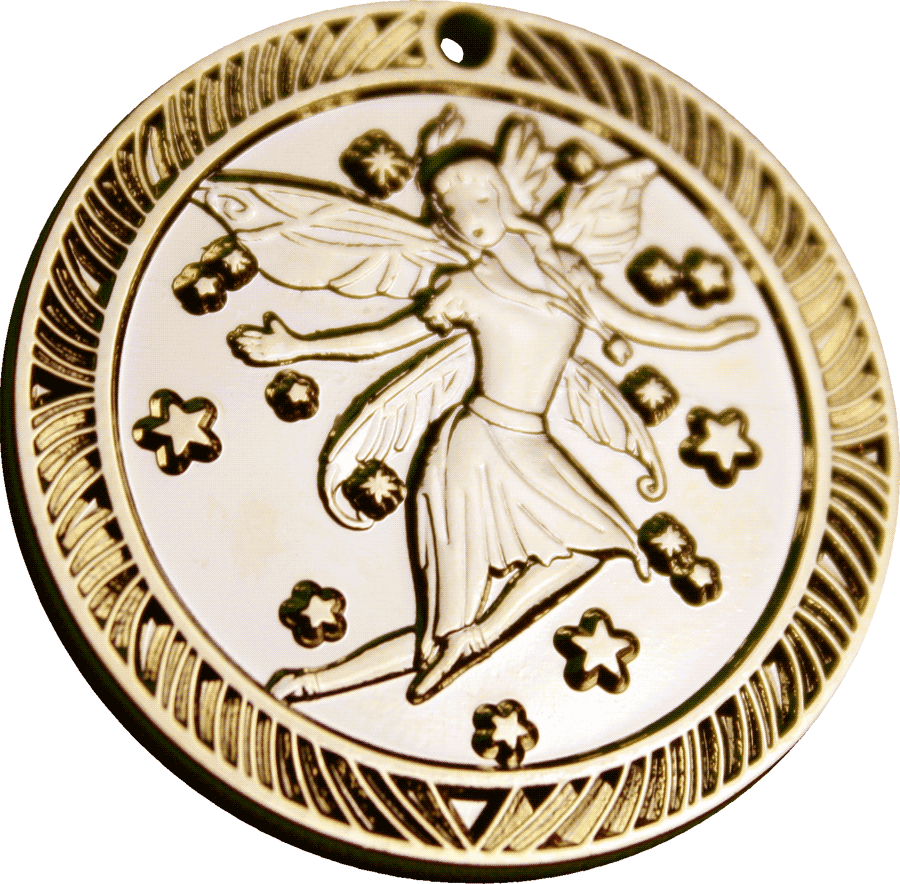
Złota moneta przedstawiająca wróżkę-zębuszkę

Mit zębowej wróżki rozwinięty jest głównie w krajach kultury zachodniej, jak choćby w Stanach Zjednoczonych czy Wielkiej Brytanii. W krajach hiszpańskojęzycznych zębowa wróżka występuje pod postacią małej myszki Ratoncito Pérez.
Wróżka Zębuszka pojawia się również w książce Wiedźmikołaj Terry’ego Pratchetta, w której przedstawicielka zawodu wróżek jest jedną z bohaterek.
O zębowej wróżce wspomniał Linus Torvalds, który na oskarżenie, że nie jest autorem jądra Linux, odpowiedział: To prawda, że nie jestem autorem Linuksa – reprezentuję tylko prawdziwych autorów: zębową wróżkę i Świętego Mikołaja.
Mit został przeniesiony także i na polski grunt, pojawia się również w polskiej literaturze dziecięcej przełomu XX i XXI wieku, np. w Dynastii Miziołków Joanny Olech.